# 甲羟戊酸
甲羟戊酸, 甲瓦龍酸（Mevalonic acid, MVA）是生物化学中甲羟戊酸途径的前体化合物，是胆固醇和众多类萜生物合成的中间体之一。呈油状，易溶于水和极性有机溶剂。溶液中容易内酯化，与六元的甲羟戊酸内酯（末端羟基与羧基缩合）形成平衡。
3位碳有手性，但只有3R异构体能为生物体所利用。

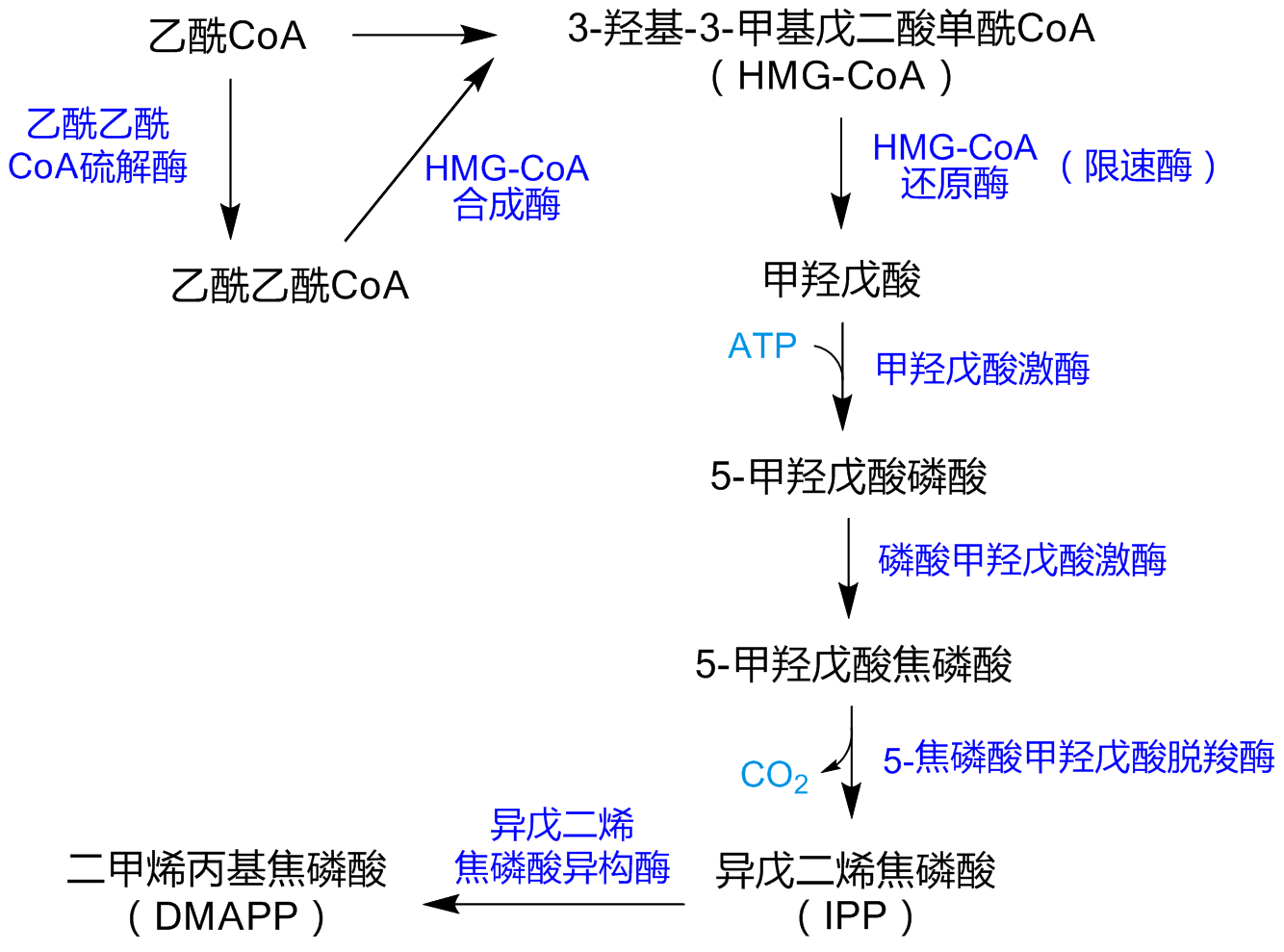
甲羟戊酸途径。